# Badminton-Weltmeisterschaft 2025
Die 29. Badminton-Weltmeisterschaft soll 2025 in der französischen Hauptstadt Paris stattfinden. Paris war bereits Ausrichter der Weltmeisterschaften 2010.
Den Austragungsort bestimmte der Council der Badminton World Federation (BWF) im November 2018, wo 18 Badmintonveranstaltungen für die Jahre 2019 bis 2025 vergeben wurden.

## Zeitplan
| #R | Vorrunden | QF | Viertelfinale | SF | Halbfinale | F | Finale |

| Datum        | 25. Aug. | 26. Aug. | 26. Aug. | 27. Aug. | 28. Aug. | 29. Aug. | 30. Aug. | 31. Aug. |
| Disziplin    | 25. Aug. | 26. Aug. | 26. Aug. | 27. Aug. | 28. Aug. | 29. Aug. | 30. Aug. | 31. Aug. |
| ------------ | -------- | -------- | -------- | -------- | -------- | -------- | -------- | -------- |
| Herreneinzel | 1R       | 2R       | 2R       | 2R       | 3R       | QF       | SF       | F        |
| Dameneinzel  | 1R       | 1R       | 2R       | 2R       | 3R       | QF       | SF       | F        |
| Herrendoppel | 1R       | 1R       | 2R       | 2R       | 3R       | QF       | SF       | F        |
| Damendoppel  | 1R       | 1R       | 2R       | 2R       | 3R       | QF       | SF       | F        |
| Mixed        | 1R       | 1R       | 2R       | 2R       | 3R       | QF       | SF       | F        |